# Grècia hel·lenística
La Grècia hel·lenística és el període hel·lenístic de la història de la Grècia peninsular, i que comença amb la mort d'Alexandre Magne el 323 aC i acaba amb l'annexió de la península i les illes gregues a Roma el 146 aC. Encara que l'establiment del govern romà no va trencar amb la continuïtat de la societat i la cultura hel·lenísitiques, les quals perdurarien sense canvis significatius fins a l'arribada del cristianisme, sí que va marcar la fi de la independència política de Grècia.
Durant el període hel·lenístic la importància del territori de l'actual Grècia dins del món de parla grega va declinar ràpidament. Els grans centres de la cultura hel·lenística ara serien Alexandria i Antioquia, les capitals de l'Egipte Ptolemaic i de la Síria selèucida respectivament.

## Domini macedoni
Les conquestes d'Alexandre van tenir nombroses conseqüències per a les ciutats estats gregues. Van expandir els horitzons del grecs; els conflictes entre les ciutats, característics dels segles V i V aC ara mancarien d'importància. A més, es va produir una emigració constant i massiva, especialment dels joves i ambiciosos, cap als nous territoris de l'imperi grec de l'est. Molts grecs van emigrar a Alexandria, Antioquia i a altres ciutats hel·lenístiques fundades per Alexandre fins i tot als territoris dels actuals Afganistan i Pakistan, on s'establirien el regne grec de Bactriana i el regne indogrec els quals sobreviurien fins a finals del segle I aC.
La derrota de les ciutats gregues per les forces de Felip i Alexandre van demostrar als grecs que llurs ciutats estat mai no serien potències per si mateixes i que l'hegemonia de Macedònia i els estats successors no podria ser desafiada tret que totes s'unissin, o almenys, formassin una federació. Els grecs valoraven massa llur independència local i, per tant, no consideraven la idea d'unificació, encara que van intentar formar federacions per mitjà de les quals esperaven recuperar llur independència.
Després de la mort d'Alexandre, els seus generals van començar una lluita pel poder, la qual va tenir com a resultat la divisió del seu imperi i l'establiment de diversos nous regnes. Cassandre, fill del principal general d'Alexandre, Antípater, va rebre Macedònia, el qual, després de diversos anys de guerra es va convertir en el rei de tot el territori de Grècia. Va fundar una nova capital macedònia a Thessaloniki (Tessalònica), i en termes generals, va ser un governador constructiu.
El poder de Cassandre va ser desafiat per Antígon, governador d'Anatòlia, que prometria la llibertat de totes les ciutats gregues si el donaven suport, la qual cosa va tenir com a resultat reeixides revoltes contra els governants locals de Cassandre. El 307 aC el fill d'Antígon, Demetri va capturar Atenes i va restaurar el sistema democràtic que havia estat suprimit per Alexandre. Però, el 301 aC una coalició de Cassandre i altres reis hel·lenístics van derrotar Antígon en la batalla d'Ipso.
Després de la mort de Cassandre el 298 aC, però, Demetri va prendre el tron macedoni i va guanyar el control de gairebé tot el territori de Grècia. Va ser derrotat per una segona coalició de governants el 285 aC, i el domini de Grècia va passar a mans del rei Lisímac de Tràcia. Lisímac, al seu torn, va ser derrotat i va ser mort el 280 aC. El tron macedoni, llavors, va passar al fill de Demetri, Antígon II, el qual també derrotaria una invasió gal·la, poble que aleshores vivia als Balcans. La batalla contra el gals va unir els antígons de Macedònia amb els selèucides d'Antioquia, una aliança que també s'enfrontaria a la potència hel·lenística més rica: L'Egipte Ptolemaic.
Antígon II va governar fins a la seva mort el 239 aC, i la seva família va conservar el tron macedoni fins a la seva abolició pels romans el 146 aC. Llur control sobre les ciutats estat gregues era intermitent atès que altres governants, particularment els ptolemaics, subsidiaven els partits anti-macedonis a Grècia per minvar el poder dels antígons. Antígon va col·locar una guarnició a Corint, el centre estratègic de Grècia, però, Atenes, Rodes, Pèrgam i altres estats grecs van conservar una autonomia substancial, i van formar la Lliga Etòlia per defendre-la. Esparta també seria independents, però, va refusar unir-se a cap lliga.
El 267 aC Ptolemeu II Filadelf va persuadir les ciutats gregues de rebel·lar-se contra Antígon, en allò que seria anomenada la Guerra de Cremònides. Les ciutats van ser derrotades i Atenes va perdre la seva independència i les seves institucions democràtiques. La Lliga Etòlia només va abastar els estats peloponesis, però, en donar-los el control de Tebes el 245 aC es van convertir en aliats macedonis. Això marcaria la fi d'Atenes com a actor polític, encara que seria per molt més temps, la ciutat més gran, més rica i més intel·lectual de Grècia. El 255 aC Antígon va derrotar la flota egípcia a Cos i va prendre les illes egees, llevat de Rodes, com a possessió seva.

## Felip V

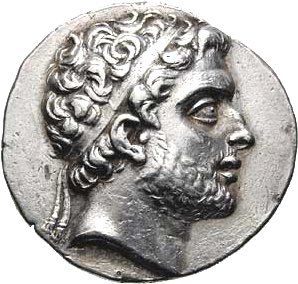
Moneda amb la imatge de Felip V

La mort d'Antígon II va produir una altra revolta de les ciutats estat de la Lliga Aquea, el personatge més important de la qual seria Aratos de Sició. El fill d'Antígon, Demetri II va morir el 229 aC; el seu fill, Felip V, encara un nen, va convertir-se en rei, i el general Antígon Dosó el regent. Els aqueus, sotmesos nominalment a Ptolemeu, eren, de fet, independents, i controlaven la regió sud de Grècia. Atenes, però, no va participar del conflicte.
Esparta va ser hostil als aqueus i el 227 aC el rei espartà Cleòmenes III va envair Acaia i va prendre el control de la Lliga. Aratos va aliar-se amb Antígon Dosó, el qual el 222 aC va derrotar els espartans i van annexar la ciutat a Macedònia: la primera vegada que Esparta era ocupada per una potència estrangera.
Felip V, va prendre el poder en morir Doson el 221 aC. Va ser l'últim governant grec amb el talent i l'oportunitat d'unir Grècia i conservar la seva independència contra el poder creixent de Roma. Sota els seus auspicis, la Pau de Naupacte (217 aC) va acabar amb el conflicte entre les lligues macedònies i gregues i va controlar, aleshores, tota la Grècia, llevat d'Atenes, Rodes i Pèrgam.
El 215 aC, però, Felip va formar una aliança amb Cartago, enemic de Roma. Roma va seduir les ciutats aquees per a abandonar llur lleialtat a Felip formant aliances amb Rodes i Pèrgam, aquesta última la potència més gran de l'Àsia Menor. La primera guerra macedona va començar el 212 aC i va acabar el 205, però Macedònia ja seria marcada com a enemiga de Roma. L'aliat de Roma, Rodes, va guanyar el control de les illes egees.
El 202 aC Roma va derrotar Cartago; llavors podia dirigir-se cap a l'est, a petició dels seus aliats grecs, Rodes i Pèrgam. El 198 aC va començar la segona guerra macedonia, sense cap causa directa; es creu que Roma considerava Macedònia un aliat potencial dels selèucids, la potència més gran de l'est. Els aliats grecs de Felip el van abandonar i el 197 aC va ser derrotar a Cinoscèfals per les tropes del procònsul romà Titus Quinctius Flamininus.
Afortunadament pels grecs, Flamininus era un home moderat, admirador de la cultura grega. Felip havia de rendir la seva flota i convertir-se en aliat romà, però la seva vida seria perdonada. Durant els Jocs ïstmics de 196 aC, Flamininus va declarar la llibertat de totes les ciutats tregues, encara que guarricions romanes van ser enviades a Corint i Calcis. Però, la llibertat promesa per Roma seria només una il·lusió. Totes les ciutats llevat de Rodes van haver de formar una nova lliga, que Roma controlava, i les democràcies van ser reemplaçades per règims aristocràtics aliats a Roma.

## L'expansió de Roma
El 192 aC va començar la guerra entre Roma i el governant selèucida Antíoc III el Gran. Algunes ciutats gregues ara veien a Antíoc com llur salvador dels romans, però, Macedònia preferia unir-se a Roma, i Antíoc va serrotat a Termòpiles el 191 aC. Durant aquesta guerra, les tropes romanes van creuar cap a l'Àsia Menor per primera vegada, on derrotarien Antíoc una vegada més a Magnèsia. Grècia s'havia convertit en la línia de comunicacions amb l'est, i les tropes serien enviades de manera permanent. La Pau d'Apamea (188 aC) feia de Roma la influència dominant de Grècia.
Durant els anys següents Roma es va involucrar més en la política grega, atès que el partit en problemes sempre apel·lava a Roma. Macedònia encara era independent, però, un aliat nominal de Roma. Quan Felipe V va morir el 179 aC va ser succeït pel seu fill Perseu el qual, com els altres reis macedonis, volia unificar als grecs sota el govern macedoni. Macedònia era massa dèbil per a assolir aquest objectiu, però, l'aliat romà Eumenes II de Pèrgam va persuadir Roma que Perseu era una amenaça.

## La fi de la independència grega
Com a resultat de les intrigues d'Èumenes II de Pèrgam, Roma va declarar la Tercera Guerra Macedònica el 171 aC, portant 100.000 tropes a Grècia, un exèrcit massa gran per Macedònia. Perseu no va poder aconseguir que els altres estats grecs li donessin suport. Després de tres anys, el 168 aC, els romans van enviar Luci Emili Paul·le a Grècia, mentre que a Pidna els macedonis foren derrotats. Perseu va ser capturat i dut a Roma; el regne de Macedònia va ser conquerit i dividit en quatre estats més petits, i totes les ciutats gregues que van donar suport a la causa macedònia, fins i tot només retòricament, van ser castigades. Fins i tot, els aliats de Roma, Rodes i Pèrgam van perdre llur independència.
Sota el lideratge d'un aventurer, Andriscos, Macedònia es va rebel·lar contra el control romà el 149 aC: com a resultat va ser annexat directament convertint-se en província romana, el primer dels estats grecs a ser-ho. Roma va demanar que la Lliga Aquea, l'última fortalesa de la independència grega, es dissolgués. Els aqueus es van refusar i van declarar la guerra a Roma. La majoria de les ciutats gregues van donar suport a la causa aquea, fins i tot els esclaus van ser alliberats per lluitar per la independència grega. El cònsol romà Lucius Mummius va avançar de Macedònia i va derrotar els grecs a Corint, ciutat que fou totalment destruïda.
El 146 aC la península grega, però no pas les illes, es va convertir en protectorat romà i s'hi van imposar impostos (amb excepció de les ciutats d'Atenes i Esparta) i totes les ciutats havien d'acceptar el govern romà. El 133 l'últim rei de Pèrgam va morir i llegà el regne a Roma: així gairebé tota la costa egea va passar al control romà com a part de la província d'Àsia.
La caiguda final de Grècia seria el 88 aC, quan el rei Mitrídates del Pont es va rebel·lar contra Roma, i va massacrar 100.000 romans i aliats romans de l'Àsia menor. Encara que Mitrídates no era grec, moltes ciutats gregues, incloent-hi Atenes, van enderrocar llurs governants imposats per Roma, i es van unir a la seva causa. Els romans van recuperar ràpidament Grècia i Mitrídates va ser derrotat per Gneu Pompeu Magne (Pompeu el gran) el 65 aC.
Les guerres civils van causar més problemes a Grècia. Finalment, el 27 aC August directament va annexar Grècia al nou Imperi Romà com a Província d'Aquea. Encara que les guerres contra els romans havien desmoralitzat Grècia, amb la pau, les ciutats d'Atenes, Corint, Tessalònica i Patres van recuperar ràpidament llur prosperitat.

## La monarquia hel·lenística
La monarquia hel·lenística era personal, la qual cosa significava que podia arribar a ser sobirà qualsevol que, per mitjà de la seva conducta, els seus mèrits o les seves accions militars, pogués aspirar al títol de basileus. En conseqüència, la victòria militar era, la majoria de les vegades, l'acte que legitimava l'accés al tron, permetent així regnar sobre una província o un estat. Seleuc I va utilitzar l'ocupació de Babilònia el 312 aC per legitimar la seva presència a Mesopotàmia, o la seva victòria el 281 aC sobre Lisímac per justificar les seves reivindicacions sobre el Bòsfor i Tràcia. Així mateix, els reis de Bitínia van treure profit de la victòria el 277 aC de Nicomedes I sobre els gàlates per afirmar les seves pretensions territorials.
Aquesta monarquia personal no tenia regles de successió precises, per la qual cosa eren freqüents querelles incessants i assassinats entre els molts aspirants. Tampoc existien lleis fonamentals ni textos que determinaran els poders del sobirà, sinó que era el mateix sobirà qui determinava l'abast del seu poder. Aquest caràcter absolut i personal era, alhora, la força i la debilitat d'aquestes monarquies hel·lenístiques, en funció de les característiques i la personalitat del sobirà. Per tant, va ser necessari crear ideologies que justifiquessin la dominació de les dinasties d'origen macedoni i de cultura grega sobre els pobles totalment ignorants d'aquesta civilització. La Dinastia Ptolemaica va passar, d'aquesta manera, a ser de faraons davant els egipcis i tenien dret a aliar-se amb el clergat autòcton, atorgant esplèndides donacions als temples.
Pel que fa als pobles d'origen grec i macedònic que també governaven, els sobirans hel·lenístics havien de mostrar la imatge d'un rei just, que assegurés la pau i el benestar dels seus pobles, existint així la noció de Evergetes, el rei com a benefactor dels seus súbdits. Una de les conseqüències, esdevinguda ja en el regnat d'Alexandre el Gran, va ser la divinització del sobirà, a qui rendien honors els súbdits i les ciutats autònomes o independents que havien estat afavorides pel rei, el que va permetre reforçar la cohesió de cada regne en entorn de la dinastia regnant.
La fragilitat del poder dels sobirans hel·lenístics els obligava a una incessant activitat. En primer lloc calia vèncer militarment als seus adversaris, de manera que el període es va caracteritzar per una sèrie de conflictes entre els mateixos sobirans hel·lenístics o contra altres adversaris exteriors, com els parts o la incipient Antiga Roma. Els sobirans es veien obligats a viatjar constantment per tal d'instal·lar guarnicions, alhora que s'erigien ciutats que controlessin millor les divisions administratives dels seus regnes, sent sens dubte Antíoc III el monarca hel lenístic que més va viatjar entre Grècia, Síria, Egipte, Mesopotàmia, Pèrsia i les fronteres de l'Índia i Àsia Menor, abans de morir prop de la ciutat de Susa el 187 aC Per tal de mantenir les seves armades i finançar la construcció de les ciutats, va ser indispensable que els sobirans desenvolupessin una sòlida administració i fiscalitat. Els regnes hel·lenístics es van convertir així en gegantines estructures d'explotació fiscal, erigint-se en hereus directes de l'Imperi Aquemènida. Aquest treball esgotador, al qual s'unien les incessants queixes i recriminacions (ja que el rei era també jutge per als seus súbdits) van fer exclamar a Seleuc I:
| «                                                                  | Si la gent sabessin quant treball comporta escriure i llegir totes les cartes, ningú voldria ocupar una diadema, encara que s'arrossegués per terra. | » |
| — Plutarc, Moralia, «Si la política és la tasca dels ancians », II | |   |

Al voltant d'aquests sobirans gravitava una cort en la qual la comesa dels favorits es va tornar gradualment preponderant. Per regla general, eren els grecs i els macedonis els que gairebé sempre van ocupar el títol d'amics del rei (philoi). El desig d'Alexandre el Gran d'associar les elits asiàtiques al poder va ser abandonat, pel que aquesta dominació política greco-macedònica va adquirir, en molts aspectes, l'aparença d'una dominació colonial. Per aconseguir uns col·laboradors fidels i eficaços, el rei havia d'enriquir-los amb donacions i dominis pertanyents al domini real, la qual cosa no va impedir que alguns marcadors mantinguessin una dubtosa fidelitat, i de vegades, especialment en cas d'una minoria d'edat real, exercir efectivament el poder. Són els casos d'Hermies, del qual Antíoc III no va poder desfer-se fàcilment, o Sosibi a Egipte, a qui Polibi va atribuir una reputació sinistra.
Aquests reis disposaven d'un poder absolut, però estaven sotmesos a múltiples obligacions, com assegurar les seves fronteres, vèncer als seus enemics i posar a prova la seva naturalesa real per mitjà del seu comportament, legitimant la seva funció per la divinització de la seva persona. En l'època clàssica, el model de la monarquia, rebutjada pels filòsofs grecs, era asiàtic, en l'època hel·lenística era grec.

### Culte al rei
La monarquia hel·lenística es fonamentà en una aristocràcia creada pel mateix rei i va desenvolupar un caràcter especialment cosmopolita, molt lluny de l'anterior noblesa pairal. D'ara endavant el rei no seria triat lliurement pels seus ciutadans. Els reis hel·lenístics i els seus nobles van ser triats pel mateix rei però per dur a terme amb èxit i davant el poble tal sistema, van insistir en la idea de la divinitat, és a dir, el rei tenia dret a governar i a seleccionar la noblesa perquè el seu poder l'havia obtingut a través del seu llinatge diví i perquè ell mateix era en certa manera un déu. El pas següent va ser iniciar el culte al rei.
Aquest sistema de divinització va ser més polític que religiós i tenia els seus antecedents en el pensament grec anterior amb exemples de veneració a herois i altres personatges mortals que es van convertir en deïtats després de la seva mort, com és l'exemple d'Asclepi i altres figures menors que havien estat caps militars o fundadors de ciutats. La deïficació en vida dels reis hel·lenístics mai o gairebé mai va ser un assumpte purament religiós o espiritual; ningú va anar a resar o a demanar gràcies especials a cap d'aquests personatges. No obstant això va ser necessari establir el poder polític en éssers considerats pels seus súbdits com a déus.
El culte al rei havia començat ja en la figura d'Alexandre el Gran que va ser reconegut com un mortal realitzador de grans gestes i descendent d'Hèracles, confirmat en l'oracle de Siwa com a fill del mateix Zeus - Amon. La deïficació d'Alexandre en vida li va servir en moltes ocasions com aprovació i reconeixement legal del seu poder reial. El mateix Alexandre es prenia la seva deïficació com una cosa molt seriosa. Després de la seva mort moltes de les ciutats hel·lenístiques van seguir aquest procés, deïficant a alguns dels seus diàdocs, com va passar amb Demetri Poliorcetes, Antígon II Gònates, Lisímac de Tràcia, Cassandre, Seleuc I Nicàtor i Ptolemeu I.

#### Deïficació dels ptolomeus
Ptolemeu I mai va demanar honors divins però el seu fill Ptolemeu II va organitzar la cerimònia de l'apoteosi pel pare i la mare Berenice I, amb el títol de “Déus Salvadors” (Soter). Més tard, cap a l'any 270, Ptolemeu II i la seva dona Arsinoe I van ser deïficats en vida amb el títol de “Déus germans” (Filadelf). Se sap que se'ls va rendir culte en el santuari d'Alexandre el Gran que encara existia, on el seu diàdoc Ptolemeu I havia dipositat el cos. És un misteri el parador d'aquest santuari.
Els reis i reines successors de Ptolemeu II van ser deïficats immediatament després del seu ascens al tron, amb cerimònies d'apoteosi en què podia veure la influència de la religió i tradició egípcies. En l'Egipte hel·lenístic el culte al rei va ser una fusió entre les tradicions gregues per a la deïficació política i les tradicions egípcies, amb una gran càrrega religiosa.

#### Gots de la reina
Són unes gerres de ceràmica vidriada, fabricades en sèrie, que s'utilitzaven en les festes que es feien per al culte dels reis. S'aixecaven altars provisionals on es feien les ofrenes. Les libacions de vi es dipositaven en aquestes gerres especials que solien estar decorades amb el retrat de la reina que ocupava el tron en aquest moment. En l'entorn artístic es diuen gots de la reina perquè sempre ve representada la reina, amb una cornucòpia a la mà esquerra i un plat de libacions a la dreta, amb un altar i un pilar sagrat. Els relleus descrits anaven acompanyats amb inscripcions que servien per identificar la reina representada. Algunes d'aquestes gerres o gots han aparegut en diferents tombes. Aquests exemplars es poden datar des de Ptolemeu II fins a l'any 116 aC. El vestit de les reines és fonamentalment grec: porten un xitó sense mànigues i un himation enrotllat al voltant de la cintura i recollit sobre el braç esquerre.

### Deïficació dels selèucides
A la mort de Seleuc I el seu fill Antíoc I Sòter va preparar la cerimònia per a la seva apoteosi. Més tard es va fundar un sacerdoci especialitzat per al culte del monarca viu i dels seus avantpassats. Els reis de Pèrgam van dir ser descendents del déu Dionís. Aquests reis eren venerats en vida però només després de la seva mort rebien el títol de theos. Antíoc III en el 193 aC va crear una comunitat de sacerdotesses que serien les encarregades del culte a la seva dona Laodice III. Una de les normes dictades per aquest rei per a aquestes sacerdotesses va ser que en la seva indumentària havien de portar una corona d'or decorada amb retrats de la reina.

## L'exèrcit macedoni

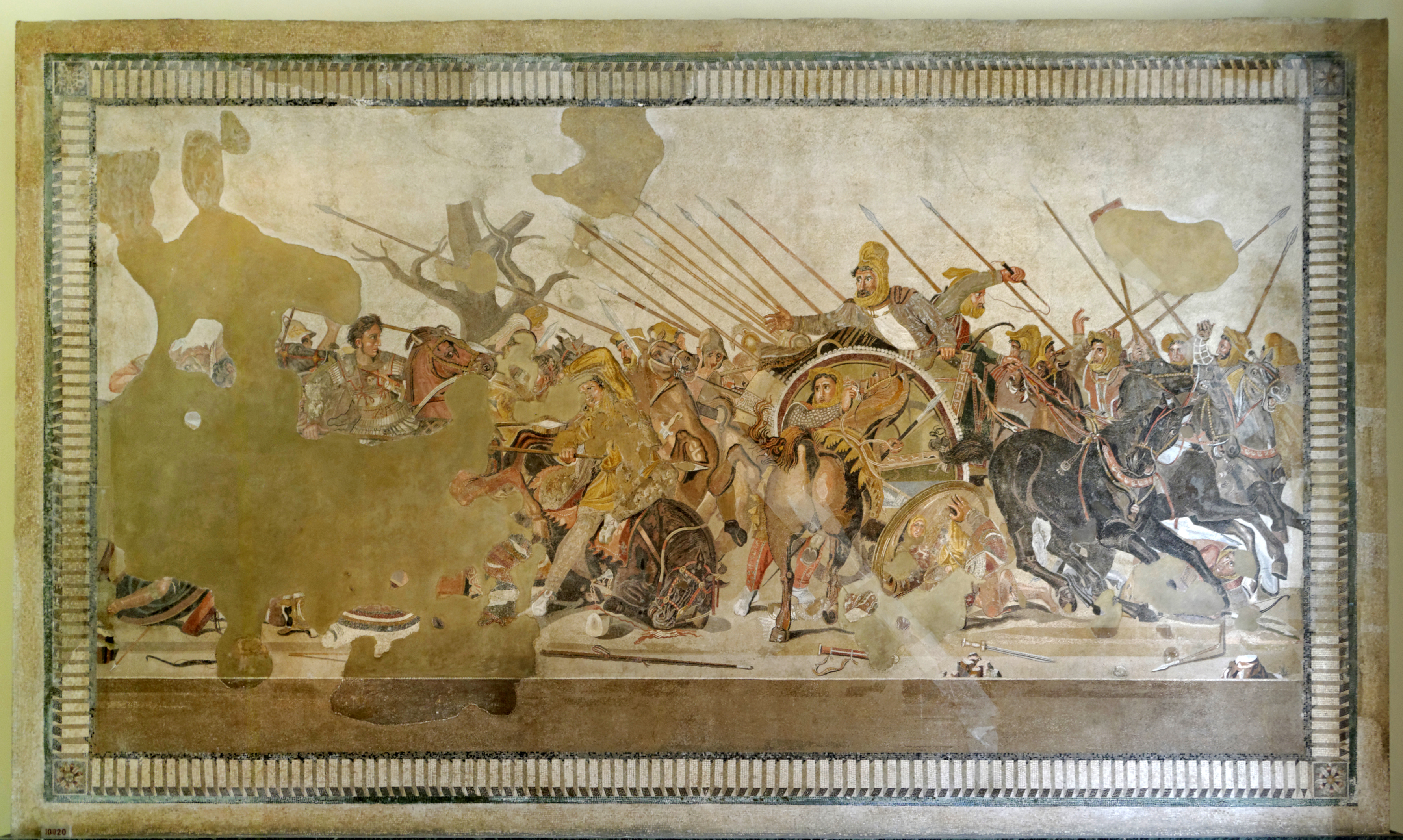
Batalla d'Issos representada en un mosaic de la Casa del Faune de Pompeia, exposada en el Museu Arqueològic de Nàpols.

L'exèrcit macedoni del Regne de Macedònia és considerat com un dels millors exèrcits de lleva de l'Antiguitat. Instrument de la conquesta de l'antiga Grècia, en el regnat de Filip II de Macedònia, després de l'Orient en el regnat d'Alexandre Magne, és el model sobre el qual es van formar els exèrcits dels regnes hel·lenístics, sobretot els dels selèucides i làgides, als segles iii i II aC. La seva dominació va acabar amb la conquesta romana, que va demostrar la superioritat de la legió sobre la falange macedònia en la batalla de Pidna el 168 aC, finalitzant la Tercera Guerra Macedònica.
Les innovacions militars, tant en les armes com en les tàctiques, dutes a terme per Filip II van forjar l'exèrcit que va conquerir un imperi. Va convertir la guerra i el combat en un estil de vida pels macedonis, els qui fins llavors havien considerat l'exèrcit com una ocupació a temps parcial per exercir-la fora de la temporada agrícola. En introduir l'exèrcit com una ocupació a temps complet, Filip va poder entrenar als seus homes amb regularitat, cimentant la unitat i la cohesió. Aquest va crear una de les millors màquines militars que Àsia o Grècia havien vist mai, gràcies a la suma de temps i esforç invertit tant en maniobres com en innovacions militars.
Les innovacions tàctiques incloïen un ús més eficaç de la tradicional falange grega, com dels atacs coordinats, en primer lloc, la combinació d'armes i les tàctiques militars entre les seves unitats d'infanteria de la falange, cavalleria, arquers i armes de setge. Les armes introduïdes eren la sarisa, un tipus de pica llarga de pes equilibrat, que va aportar molts avantatges, ofensives i defensives, per a la infanteria macedònia en particular, i per a l'exèrcit combinat en general.
Els exèrcits creats per Filip comprenien una amalgama de diferents forces. Macedonis i altres grecs (especialment de Tessàlia), així com una àmplia gamma de mercenaris de l'altre costat del mar Egeu. Després del 338 aC, molts dels nous reclutes de Filip per a la seva planejada invasió de Pèrsia van venir des de totes les parts del món grec i dels Balcans, encara que la major part de l'exèrcit el constituïen els macedonis.